# Ranunculus chlorellus
Ranunculus chlorellus är en ranunkelväxtart som först beskrevs av Johann Axel Nannfeld, och fick sitt nu gällande namn av S. Ericsson. Ranunculus chlorellus ingår i släktet ranunkler, och familjen ranunkelväxter. Inga underarter finns listade i Catalogue of Life.